# Tennistoernooi van Adelaide 2025
Het tennistoernooi van Adelaide van 2025 werd van maandag 6 tot en met zaterdag 11 januari 2025 gespeeld op de hardcourtbuitenbanen van het Memorial Drive Park in de Australische stad Adelaide. De officiële naam van het toernooi was Adelaide International.
Het toernooi bestond uit twee delen:
- WTA-toernooi van Adelaide 2025, het toernooi voor de vrouwen
- ATP-toernooi van Adelaide 2025, het toernooi voor de mannen

## Toernooikalender
| Adelaide          | januari 2025 | januari 2025 | januari 2025 | januari 2025 | januari 2025 | januari 2025 |
| Adelaide          | maa 6        | din 7        | woe 8        | don 9        | vrĳ 10       | zat 11       |
| ----------------- | ------------ | ------------ | ------------ | ------------ | ------------ | ------------ |
| vrouwenenkelspel  | 1e ronde     | 1e ronde     | 2e ronde     | kwartfinale  | halve finale | finale       |
| vrouwendubbelspel | 1e ronde     | 1e ronde     | 2e ronde     | halve finale | finale       |              |
| mannenenkelspel   | 1e ronde     | 1e ronde     | 2e ronde     | kwartfinale  | halve finale | finale       |
| mannendubbelspel  | 1e ronde     | 1e ronde     | 2e ronde     | kwartfinale  | halve finale | finale       |

ATP-toernooi van Adelaide – WTA-toernooi van Adelaide

2020 · 2021 · 2022-1 · 2022-2 · 2023-1 · 2023-2 · 2024 · 2025